# Lago Kootenay
Il lago Kootenay è un lago situato nella Columbia Britannica (Canada) nel bacino del Fiume Kootenay. Questo lago ha aumentato la sua portata con la costruzione della diga Corra Linn Dam, che, insieme alle industrie negli anni 1950-70, ha cambiato l'ecosistema del lago e quello intorno ad esso.

## Geografia
Il lago ha una forma stretta e allungata ed è situato nell'omonima regione di Kootenay. È uno dei laghi più grandi della Columbia Britannica ed è in parte un allargamento del fiume Kootenay.

## Fauna
Ci sono sette specie di pesci nel lago, la maggior parte delle quali appartenente alla famiglia salmonidae. Nel 1970 la popolazione del salmone rosso si è ridotta drasticamente e il motivo è ancora ignoto; comunque la pesca è stata interrotta dal 1980. Una delle possibili cause potrebbe essere la riduzione di un tipo di gamberetto (Mysis relicta, introdotto nel 1949 come fonte di cibo per i salmoni) dovuta alla regolazione del livello dell'acqua, al drenaggio del fondale e alla riduzione di benthos. Nel 1990 la specie ha quasi raggiunto l'estinzione, rendendo necessario l'intervento dell'uomo per salvare la specie.